# Die Orks
Die Orks ist eine im Ursprung dreiteilige Fantasy-Romanreihe des britischen Schriftstellers Stan Nicholls, die in der deutschen Übersetzung zu einem Buch zusammengefasst wurde. Die Titel der Originalbände lauten: Bodyguard of Lightning (wörtlich: Leibwächter des Blitzes), Legion of Thunder (wörtlich: Legion des Donners) und Warriors of the Tempest (wörtlich: Krieger des Sturms). Sie wurden in den Jahren 1999, 2000 und 2001 unter dem Gesamttitel Orcs: First Blood in Großbritannien publiziert. In Deutschland erschienen Die Orks 2002 im Heyne Verlag. Die deutsche Übersetzung stammt von Christian Jentzsch. Unter den Titeln Die Orks: Blutrache und Die Orks: Blutnacht veröffentlichte der Heyne Verlag im Dezember 2007 und August 2009 die Fortsetzungen des Bestsellers. Im Oktober 2011 ist mit Die Orks: Blutjagd das Finale der zweiten Trilogie erschienen.
Die deutsche Veröffentlichung von Die Orks zog eine Reihe von völkerspezifischen Fantasy-Romanen deutscher Autoren nach sich, die der Heyne Verlag in Auftrag gab. Beispiele wären Die Zwerge von Markus Heitz (2003), Die Elfen von Bernhard Hennen und James Sullivan (2004) und Die Trolle von Christoph Hardebusch (2006).
Der Roman Die Rückkehr der Orks von dem deutschen Autor Michael Peinkofer und seine Fortsetzungen gehören nicht zur Reihe.

## Handlung
Die Geschichte, die in der fiktiven Welt Maras-Dantien spielt, beginnt damit, dass Jennesta, die Königin der Orks, ihrem besten Kriegstrupp, den Vielfraßen, den Auftrag gibt, einen mysteriösen Zylinder zu beschaffen, der sich in einer Uni-Menschensiedlung (Uni = Eingottglaube; Manni = Mehrgottglaube) befindet und hilfreich im Kampf gegen Jennestas Feinde sein soll. Stryke, der Anführer der Vielfraße, weiß nicht, worum es sich dabei handelt, doch er nimmt den Auftrag an und erobert den Zylinder. Auf dem Heimweg aber wird dem Orktrupp das seltsame Artefakt von einer Gruppe Kobolde gestohlen. Als sie deshalb Jennestas Ultimatum nicht einhalten, glaubt diese, sie seien desertiert, erklärt die Offiziere Stryke, Coilla, Alfray, Haskeer und Jup, der ein Zwerg ist, sowie ihren ganzen Trupp für vogelfrei und setzt zusätzlich Kopfgeldjäger auf sie an.
Den Vielfraßen gelingt es den Zylinder wiederzuerlangen. Sie erfahren von einem Gelehrten namens Mobbs, dass in dem Zylinder einer von fünf Sternen ist, die Instrumentale genannt werden und große Macht versprechen. Da die Orks sowieso schon Jennestas Zorn auf sich gezogen haben, beschließt Stryke – ohne genau zu wissen, worum es sich bei den Sternen handelt – nach ihnen zu suchen. Kaum beginnt seine Suche, bekommt Stryke Träume und Visionen von einer anderen Welt, in der ausschließlich Orks in Frieden miteinander leben. Je näher der Hauptmann dem Ziel seiner Suche kommt, desto stärker verfolgen ihn auch seine Träume.
Den zweiten Stern finden die Orks in einer großen Uni-Menschensiedlung. Wegen ihrer Größe ist es den Vielfraßen unmöglich, sie zu überfallen, daher schickt Stryke den Zwerg Jup hinein, um den Stern heimlich zu stehlen. Der Plan gelingt, doch wird der Trupp von nun an durch die aufgebrachten Menschen verfolgt. Jup bringt zudem in Erfahrung, dass sich ein weiterer Stern bei den Trollen, die in einem unterirdischen Labyrinth leben, befindet.
Mit Mühe können die Vielfraße die Trolle besiegen und ihnen den dritten Stern abnehmen, doch Haskeer wird von der geballten Macht der drei Instrumentale übermannt, überwältigt Coilla und reitet mit den Sternen davon, um sie Jennesta zu bringen. Aber wieder schaffen es die Vielfraße ihre Haut zu retten, indem sie Haskeer einholen und zur Besinnung bringen.
Von dem Trollkönig Tannar, den sie als Geisel mitgenommen haben, erfahren sie, dass sich der vierte Stern bei den Zentauren befindet. Sie suchen den Wald der Pferdemenschen auf und schließen einen Handel ab. Sollten es die Vielfraße schaffen, dem Häuptling der Zentauren eine heilende Träne von Adpar, der Schwester Jennestas, zu bringen, um sein Bein zu heilen, dann bekämen sie auch den Stern. Als sie von ihrer gelungenen Mission zurückkehren, berichtet ihnen ein Händler, der bei den Zentauren einkehrt, dass er den letzten der Instrumentale in einer orkfreundlichen Manni-Menschensiedlung gesehen hat.
Stryke und seine Männer beschließen dorthin zu reiten. Sie sind willkommen und werden sogar mit der Gastfreundschaft der Menschen überschüttet. Doch dann greifen die bestohlenen Menschen der Uni-Stadt an. Da Jennesta ebenfalls anrückt, können die Menschen in die Flucht geschlagen werden. Die Ork-Königin reitet in die Siedlung ein, doch die Vielfraße haben sich zuvor mit den fünf Sternen aus dem Staub gemacht.
Jetzt, nachdem sie alle Instrumentale haben, gelingt es Stryke, sie wie ein Puzzle zusammenzuführen. Sofort werden sie in eine unwirtliche Eisebene teleportiert. Sie finden einen Eispalast und betreten ihn, was ein großer Fehler ist, denn dort hausen Dämonen. Mit ihren telepathischen Kräften, nehmen sie den Orks vier Sterne ab und sperren sie in ein Gefängnis. Dort begegnen sie Sanara, der Schwester Jennestas und Adpars, die ebenfalls gefangen ist. Seraphim, der Vater von Sanara, – der den Orks zuvor schon als Geschichtenerzähler getarnt begegnete – kommt unverhofft hinzu und erklärt ihnen, dass sie den Palast nur durch ein Portal sicher verlassen können. Stryke beschließt mit Seraphims und Sanaras Zauberkräften die Dämonen zu überrumpeln und die Sterne wieder zu beschaffen, denn nur sie können das Portal aktivieren.
Als sie mit den Sternen am Portal ankommen, stürmen Jennestas Truppen bereits den Palast. Seraphim erklärt, dass es für jede Rasse eine Welt gibt und dass die Orks des Trupps ihre letzte Gelegenheit wahrnehmen sollten, die Welt der Menschen zu verlassen und in ihre eigene Welt zu gehen. Es ist jene, von der Stryke so oft geträumt hat. Doch dann taucht Jennesta auf, um die Macht der Sterne zu beanspruchen. Sie tötet Alfray, der für die Vielfraße sein Leben lässt, damit diese das Portal aktivieren können. Seraphim greift ein und stößt seine Tochter durch das Tor, noch bevor ein Bestimmungsort eingestellt wurde. Jennesta wird von dem Portal zersetzt.
Seraphim stellt den Bestimmungsort der Orks ein. Jup entscheidet sich in der Menschenwelt bei Sanara zu bleiben, weil er für sich keinen Platz in der für ihn fremden Orkwelt sieht. Seraphim hält es für sicherer, wenn Stryke die Sterne mitnimmt. So gehen Stryke, Coilla, Haskeer und die übrigen Orks ohne ihn mit den Instrumentalen durch das Portal, um ein neues Leben in der anderen Welt zu beginnen.

## Charaktere
Stryke
Stryke ist der Hauptmann und Anführer der Vielfraße. In dieser Position steht er stets unter dem Druck, die richtigen Entscheidungen für seine Leute treffen zu müssen und ihr Vertrauen zu behalten. Stryke gilt nach orkischen Maßstäben als überdurchschnittlich intelligent und scheint in der Lage zu sein, Magie zu spüren (Orks sind, als einzige Rasse Maras-Dantiens, normalerweise vollkommen unempfänglich für Magie). Dies äußert sich auch darin, dass er unter Einfluss der Sterne Visionen von der Heimatwelt der Orks empfängt.
Jup
Jup ist als Feldwebel der Vielfraße einer von Strykes Stellvertretern und als Zwerg der einzige Nicht-Ork des Kriegstrupps. Aufgrund letzterer Tatsache begegnen viele Angehörige der Vielfraße, insbesondere Haskeer, ihm immer wieder mit Misstrauen und Feindseligkeit. Der Grund dafür ist, dass Zwerge als Söldner für alle Kriegsparteien (sogar die Unis, die Nicht-Menschen verachten und unterdrücken) arbeiten, während Orks in der Regel als Leibeigene in fremden Diensten kämpfen müssen. Mit Stryke, Coilla und Alfray versteht er sich jedoch sehr gut. Jup ist außerdem imstande die zwergische Magie der Fernsicht einzusetzen, was dem Trupp sehr zugutekommt.
Haskeer
Haskeer ist der zweite Feldwebel der Vielfraße und damit, wie Jup, Strykes Stellvertreter. Er ist sehr aufbrausend, ungehobelt und stellt Strykes Entscheidungen oft in Frage, ist im Kampf jedoch ein mutiger und treuer Mitstreiter. Haskeer provoziert Jup immer wieder zu Streitereien, lässt am Ende des Romans aber durchblicken, dass Jup ihm sehr fehlen wird. Da er von der Magie der Sterne ebenfalls beeinflusst wird, ist er scheinbar auch magieempfänglich, wie Stryke, wenn auch in viel geringerem Maße.
Coilla
Coilla hat den Rang einer Gefreiten inne (womit sie unter Stryke, Jup, und Haskeer, aber über den restlichen Soldaten des Trupps steht) und ist die einzige Frau in den Reihen der Vielfraße. Sie gehört zu den jüngsten Mitgliedern des Trupps und träumt davon, aus Jennestas Leibeigenschaft zu entkommen. Coilla gilt als Strategin des Trupps und kann sehr gut mit Wurfmessern umgehen.
Alfray
Alfray ist der zweite Gefreite der Vielfraße. Er ist der Feldarzt des Trupps und hat außerdem die Aufgabe das Banner der Vielfraße zu tragen. Als ältestes Mitglied trauert Alfray den alten Zeiten nach, als das Leben für die Orks noch besser war, und macht sich Sorgen über die Zukunft seines Volkes. Alfray wird gegen Ende des Romans von Jennestas General Mersadion getötet. Im Sterben ermahnt er Stryke und die anderen, die alten Bräuche und Traditionen der Orks weiterzuführen.
Jennesta
Jennesta ist eine überaus mächtige Zauberin von beunruhigender Schönheit, die sich mit der menschlichen Partei der Mannis verbündet hat. Zudem hat sie ihre Streitkräfte durch orkische Leibeigene und zwergische Söldner verstärkt. Jennesta ist sadistisch und kaltherzig und verachtet im Grunde jeden außer sich selbst. Sie ist davon besessen, die Sterne und ihre Macht in die Hände zu bekommen. Stryke und seine Truppe stellen daher ein ernsthaftes Ärgernis in ihren Plänen dar. Gegen Ende des Romans wird sie von ihrem Vater und ihrer Schwester Sanara im magischen Kampf besiegt und in das Portal gestoßen, bevor ein Bestimmungsort eingestellt wurde. Es bleibt bis zur Fortsetzung unklar, ob sie von den Kräften des Portals zerrissen oder in eine andere Welt geschleudert wurde.
Seraphim
Seraphim ist in Wahrheit der legendäre menschliche Magier Tentarr Arngrim und der Vater von Jennesta, Adpar und Sanara. Er ist für die Erschaffung der Sterne verantwortlich, mit deren Hilfe die nicht-menschlichen Rassen nach Maras-Dantien geholt wurden, das eigentlich die Heimatwelt der Menschen ist. Im Kampf mit seiner ehemaligen Geliebten und späteren Feindin, der Zauberin Vermegram, büßte er fast all seine Kräfte ein, wobei die Sterne in alle Winde verstreut wurden. Er verbrachte anschließend sein Leben damit, die Sterne zu suchen, um mit ihrer Hilfe die nicht-menschlichen Rassen in Maras-Dantien auf ihre Heimatwelten zurückbringen zu können. Als einfacher Geschichtenerzähler getarnt hilft er den Vielfraßen immer wieder. Gegen Ende des Romans gibt er sich zu erkennen und schickt die Vielfraße in die Heimat der Orks zurück. Um den möglichen Missbrauch der Sterne zu verhindern, gibt er sie Stryke mit.

## Besonderheiten
Mit Die Orks schildert zum ersten Mal ein Roman eine Geschichte aus der Sicht des „widerwärtigen“ Fantasy-Volks der Orks, die neben Trollen und Ogern die am häufigsten verwendeten Finsterlinge im Fantasy-Genre darstellen. Während Trolle und Oger zumeist als einfältig und instinktiv-aggressiv, nicht aber als willentlich böse beschrieben werden, gelten Orks als gerissen und absichtlich hinterhältig. Dass die Vielfraße trotzdem sympathisch wirken, erreicht Nicholls nicht dadurch, dass er die Menschen als bösartig darstellt, sondern durch einen noch finstereren Gegenpart (nämlich Jennesta), wodurch die Orks eine missverstandene, unterdrückte und dadurch mitleiderregende Rolle, die Rolle der „Guten“, einnehmen.

## Buchausgaben

### Englischsprachige Originalausgaben
- Orcs: First Blood:
  - Stan Nicholls: Bodyguard of Lightning. Gollancz, 1999, ISBN 978-1857985580.
  - Stan Nicholls: Legion of Thunder. Gollancz, 1999, ISBN 978-1857985603.
  - Stan Nicholls: Warriors of the Tempest. Gollancz, 2000, ISBN 978-1857985627.
  - Stan Nicholls: Orcs. Gollancz, 2004, ISBN 978-0575074873. (Sammelband)

- Orcs: Bad Blood:
  - Stan Nicholls: Weapons of Magical Destruction. Gollancz, 2008.
  - Stan Nicholls: Army of Shadows. Gollancz, 2009.
  - Stan Nicholls: Inferno. Gollancz, 2011.

### Deutschsprachige Ausgaben
- Stan Nicholls: Die Orks (Bodyguard of Lightning, Legion of Thunder und Warriors of the Tempest, 1999–2000). Heyne, München 2002, ISBN 3-453-86371-2.
- Stan Nicholls: Die Orks: Blutrache (Weapons of Magical Destruction, 2008). Heyne, München 2007, ISBN 3-453-53201-5.
- Stan Nicholls: Die Orks: Blutnacht (Army of Shadows, 2009). Heyne, München 2009, ISBN 3-453-52494-2.
- Stan Nicholls: Die Orks: Blutjagd (Inferno, 2011). Heyne, München 2011, ISBN 978-3-453-52701-0.